# Гордон, Джулия Суэйн
Джу́лия Суэ́йн Го́рдон (англ. Julia Swayne Gordon), настоящее имя — Са́ра Викто́рия Суэ́йн (англ. Sarah Victoria Swayne); 29 октября 1878, Колумбус, Огайо — 28 мая 1933, Лос-Анджелес, Калифорния) — американская актриса.

## Биография
Сара Виктория Суэйн (настоящее имя Джулии Суэйн Гордон) родилась 29 октября 1878 года в Колумбусе (штат Огайо, США).
За годы деятельности с 1908—1933 года Джулия сыграла в 232-х фильмах, она была наиболее известна по роли матери Дэвида Армстронга из фильма «Крылья» (1927).
54-летняя Джулия умерла 28 мая 1933 года в Лос-Анджелесе (штат Калифорния, США).

## Избранная фильмография
| Год  |   | Русское название  | Оригинальное название | Роль                     |
| ---- | - | ----------------- | --------------------- | ------------------------ |
| 1914 | ф | Нарисованный мир  | Painted World         | Элоис Мурри              |
| 1916 | ф | —                 | My Lady's Slipper     | Мария Антуанетта         |
| 1919 | ф | Нарисованный мир  | Painted World         | Элоис Мурри              |
| 1927 | ф | Это               | It                    | миссис Ван Норман        |
| 1927 | ф | Царь царей        | The King of Kings     | имя персонажа неизвестно |
| 1927 | ф | Крылья            | Wings                 | мать Дэвида Армстронга   |
| 1928 | ф | Три уикенда       | Three Weekends        | миссис Уизерспун         |
| 1929 | ф | Божественная леди | The Divine Lady       | герцогиня Аргильская     |